# Lewis Lake Provincial Park
Lewis Lake Provincial Park är en park i Kanada.   Den ligger i provinsen Nova Scotia, i den sydöstra delen av landet, 900 km öster om huvudstaden Ottawa. Lewis Lake Provincial Park ligger 82 meter över havet. Den ligger vid sjöarna  Lewis Lake och Round Lake.
Terrängen runt Lewis Lake Provincial Park är platt. Närmaste större samhälle är Lower Sacvkille, 16,5 km nordost om Lewis Lake Provincial Park. 
I omgivningarna runt Lewis Lake Provincial Park växer i huvudsak blandskog. Runt Lewis Lake Provincial Park är det ganska tätbefolkat, med 108 invånare per kvadratkilometer.